# 朴太徳
朴 太徳（朴泰徳、パク・テドク、朝鮮語: 박태덕、1955年 - ）は、朝鮮民主主義人民共和国の政治家。朝鮮労働党中央委員会政治局委員候補、党中央委員会規律調査部長、朝鮮労働党中央検査委員会副委員長。党中央委員会副委員長、党中央委員会政治局委員、黄海北道党委員会責任書記などを歴任。

## 経歴
2007年に安州市党委員会責任書記に就任した。2010年には崔竜海の後任として黄海北道党委員会責任書記に就任した。2014年には最高人民会議法制委員会委員に選出された。2016年には朝鮮労働党中央委員会委員に選出され、翌2017年には党中央委員会政治局委員候補、党中央委員会副委員長（農業担当）に選出された。2020年2月27日に政治局拡大会議が開催され、不正腐敗行為が発覚したことから党中央委員会副委員長を李万建と共に解任された。この二人は北朝鮮のナンバー2とされる崔竜海の側近で、金正恩党委員長の妹金与正が崔を追い抜くための人事とされる。2020年8月13日に開催された党中央委員会第7期第16回政治局会議で党中央委員、党中央委員会政治局員、党中央委員会副委員長に補選された。
2021年1月5日から開催された朝鮮労働党第8次大会で中央委員会委員に再選され、1月10日に開催された党中央委員会第8期第1回総会で党中央委員会規律調査部長・朝鮮労働党中央検査委員会副委員長に選出されたが、政治局員から政治局員候補に降格した。

## 参考サイト
- 북한정보포털

| 先代崔竜海 | 黄海北道党委員会責任書記 黄海北道党委員会委員長2010年 - 2017年 | 次代梁正訓 |